# Devotielicht
Een devotielicht, ook wel offerkaars of votiefkaars genoemd, is een kaars die wordt aangestoken in de kerk om een persoonlijk gebed te begeleiden.
Voor katholieken is Christus 'het licht dat in de wereld is gekomen' (Joh. 1,9). Een brandend kaarsje staat voor het licht dat God schiep. De kaars wordt gebruikt als het symbool voor Christus.

## Ritueel
Het kaarsje wordt opgestoken en wordt voor een heiligenbeeld in een kaarsenrek geplaatst. Tijdens en na het plaatsen van het kaarsje wordt er gebeden met een bedoeling. Dit kan bijvoorbeeld voor familie zijn of er kan om een gunst gevraagd worden.